# Пујанг
Пујанг (濮阳) град је Кини у покрајини Хенан. Према процени из 2009. у граду је живело 787.640 становника.

## Становништво
Према процени, у граду је 2009. живело 787.640 становника.
| 1990.   | 2000.   | 2009    |
| ------- | ------- | ------- |
| 302.077 | 536.567 | 787.640 |